# Jean-Raymond Abrial
Pour les articles homonymes, voir Abrial.
Jean-Raymond Abrial, né le 6 novembre 1938 à Versailles et mort le 26 mai 2025 à Marseille,,  est un informaticien français. Ancien élève de l'École polytechnique (promotion 1958), il fut professeur à l'École polytechnique fédérale de Zurich, connu dans le monde du développement logiciel comme le créateur de la notation formelle Z et par la suite de la méthode B (voir méthodes formelles), puis Event-B. Il a d'ailleurs participé à l'implémentation de la suite d'outils utilisant cette méthode.
En 1968, il réalise le système de base de données SOCRATE. 
Il a fait partie de l'équipe qui a conçu la première version du langage de programmation Ada.
Il s'intéressait dernièrement[Quand ?] à la version événementielle de sa méthode et au développement d'un nouvel outil support avec le projet de recherche européen Rodin.